# Hornborga socken
Hornborga socken i Västergötland ingick i Gudhems härad och är sedan 1974 en del av Falköpings kommun, från 2016 inom Broddetorps distrikt.
Socknens areal är 16,98 kvadratkilometer varav 15,27 land. År 2000 fanns här 128 invånare.  Sockenkyrka är Broddetorps kyrka som är gemensam med andra socknar och ligger i Bolums socken. Hornborga medeltidskyrka revs på 1820-talet.

## Administrativ historik
Socknen har medeltida ursprung.
Vid kommunreformen 1862 övergick socknens ansvar för de kyrkliga frågorna till Hornborga församling och för de borgerliga frågorna bildades Hornborga landskommun. Landskommunen uppgick 1952 i Gudhems landskommun som 1974 uppgick i Falköpings kommun. Församlingen uppgick 1989 i Broddetorps församling och återbildades 2006 med utökad omfattning.
1 januari 2016 inrättades distriktet Broddetorp, med samma omfattning som Broddetorps församling fick 1989, och vari detta sockenområde ingår.
Socknen har tillhört län, fögderier, tingslag och domsagor enligt vad som beskrivs i artikeln Gudhems härad. De indelta soldaterna tillhörde Skaraborgs regemente Livkompaniet och Västgöta regemente, Gudhems kompani.

## Geografi
Hornborga socken ligger norr om Falköping sydost om Hornborgasjön och kring Slafsan/Hornborgaån och med en enklav på Billingen. Socknen är en småkuperad slättbygd.

## Hornborga kyrka

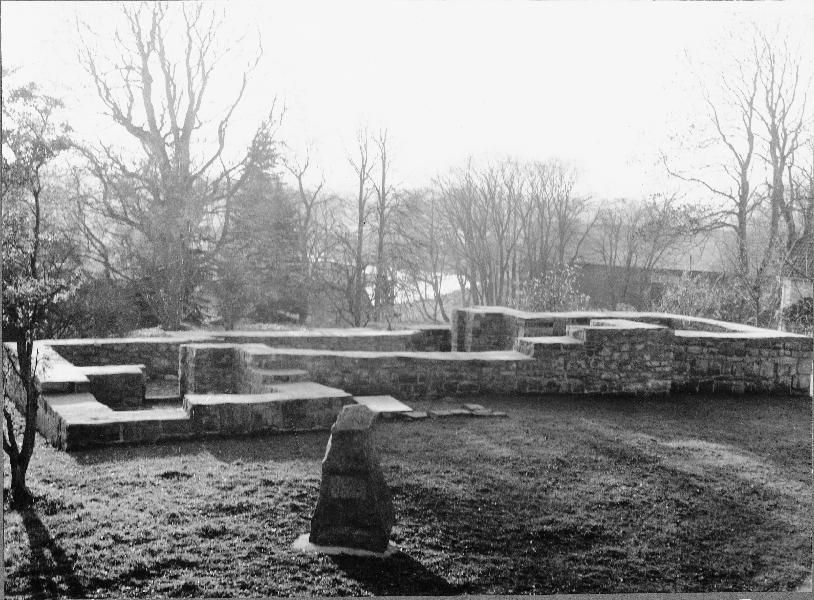
Hornborga kyrkoruin

Ruinen efter kyrkan i Hornborga, en romansk kyrka med torn och smalare kor, grävdes ut och konserverades 1954–1956. Dopfunten från 1100-talet är skulpterad och tillskrivs Othelric. Den förvaras i Statens historiska museum (SHM) som anser att den är gjord av den s.k. Skaragruppen. Kyrkan revs efter att tornet rasat efter en storm 1818 då kyrkans valv även förstördes av de nerrasade massorna. Kyrkans dörr till vapenhuset satt senare i ett grishus i ett hemman i Hornborga by.

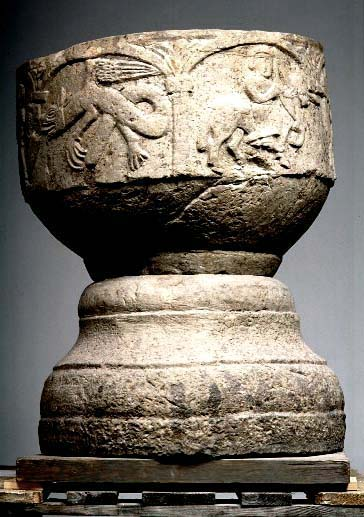
Dopfunten är från 1100-talets andra halva.
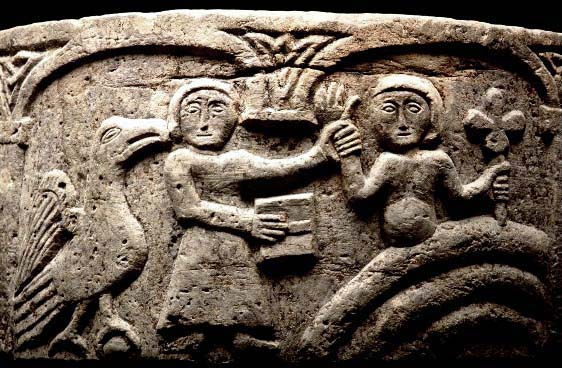
Detalj från dopfunten. Jesu dop i Jordanfloden, Johannes döparen och den Helige ande (duva).
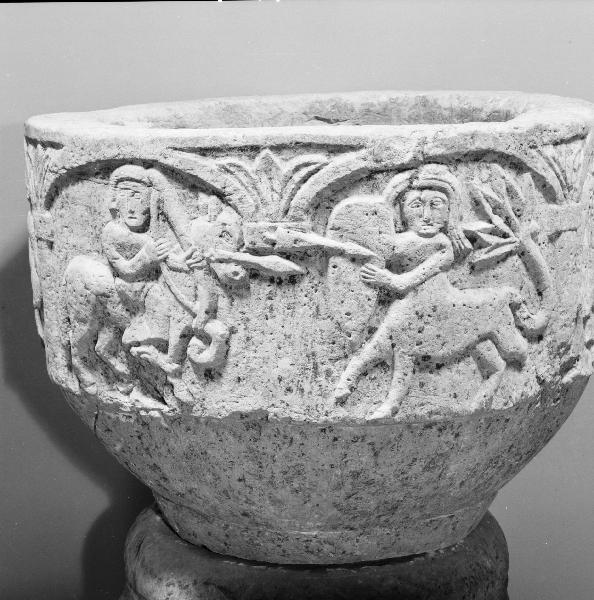
Strid mellan soldat och kentaur. Brutna kolonetter mellan arkaderna är ett av Othelrics stilgrepp.
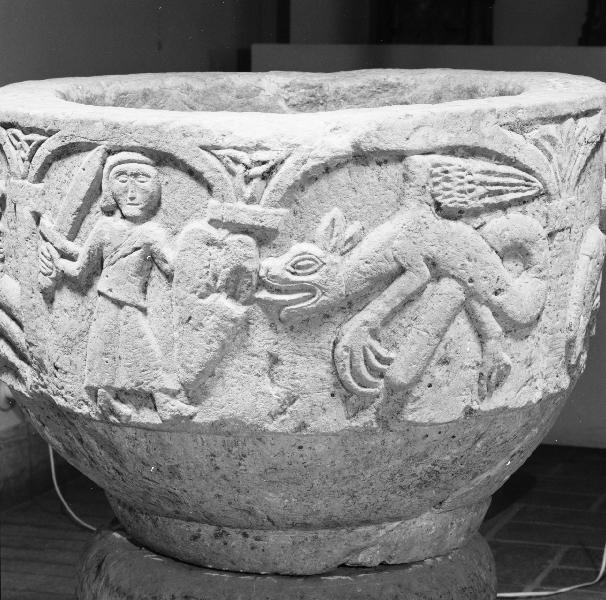
Strid mellan soldat och drake. Motiven och temat är identiska med Othelrics.

## Fornlämningar
Tolv boplatser, sju gånggrifter och fyra hällkistor från stenåldern är funna. Från bronsåldern finns gravrösen och skålgropsförekomster. Från järnåldern finns gravfält och domarringar. Fornlämningarna ligger till stor del inom Ekornavallen.

## Namnet
Namnet skrevs 1378 Hoornboro och kommer från kyrkbyn som troligen fått sitt namn från ett ånamn Hornbora. Namnet betyder troligen "den hornbärande", det vill säga 'den som gör en krok'.